# Weihenlinden

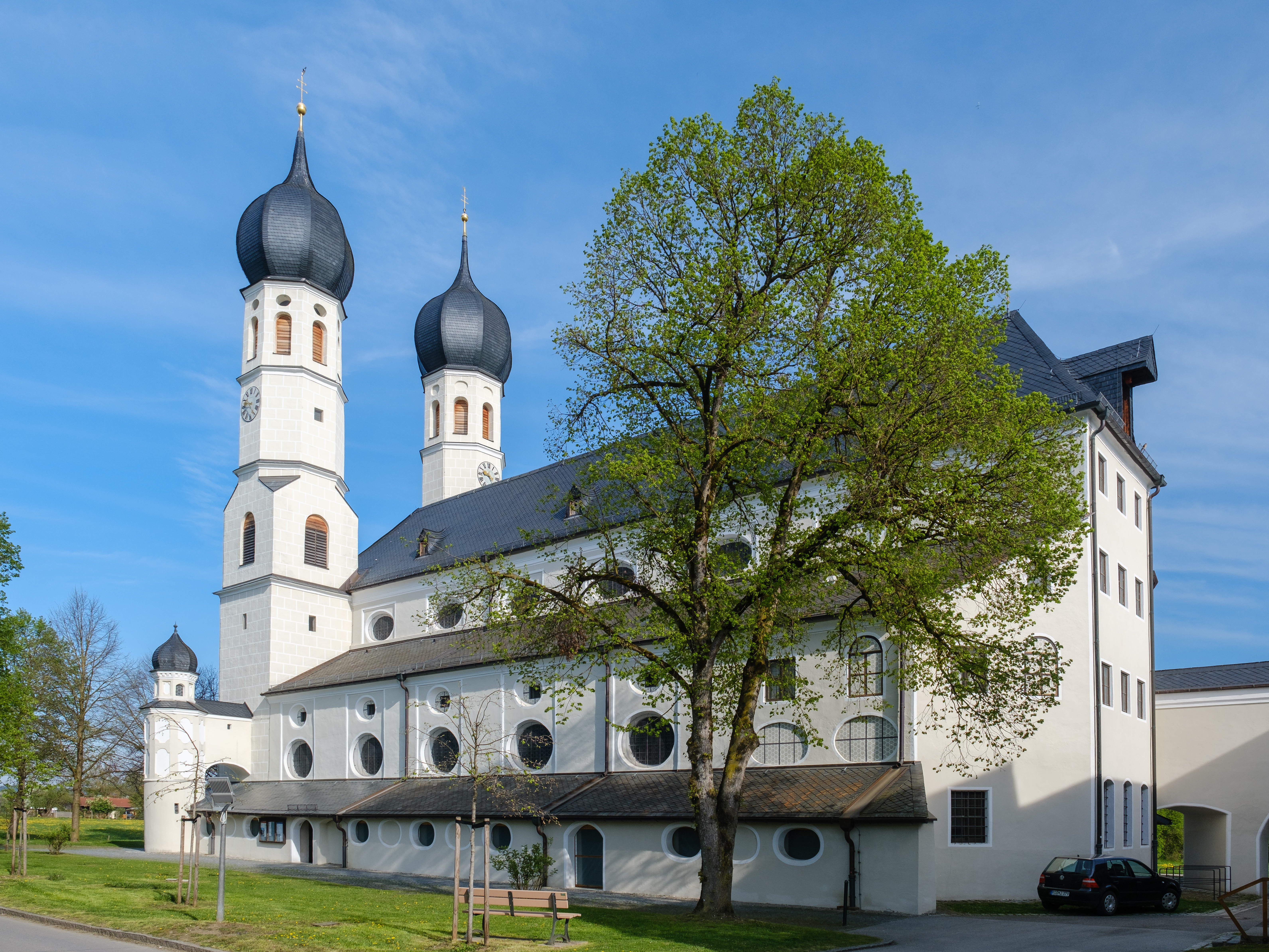
Wallfahrtskirche Weihenlinden

Weihenlinden ist ein Pfarrdorf und Gemeindeteil des oberbayerischen Marktes Bruckmühl im Landkreis Rosenheim.
Weihenlinden liegt neben dem Nachbardorf Högling auf 495 m ü. NHN in der Mangfallebene des Bayerischen Voralpenlandes, 500 m nördlich der Staatsstraße Rosenheim–München. Der Ort hat gegenwärtig 100 Einwohner.

## Wallfahrts- und Pfarrkirche zur Heiligen Dreifaltigkeit

### Geschichte
Die 1653 erbaute Kirche befindet sich auf einer alten heiligen Stätte, auf der schon im 16. Jahrhundert eine Martersäule, drei Grabhügel und zwei Linden standen. 1643 bis 1645 wurde dort eine kleine Kapelle errichtet und ein altes Marienbild aufgestellt. Nach der Entdeckung einer Heilquelle entwickelte sich Weihenlinden zu einer Wallfahrt, die 1650 an das Kloster Weyarn gelangte. Drei Jahre später wurde über der älteren achteckigen Kapelle von Propst Valentin eine große Kirche errichtet, die 1657 geweiht wurde.

### Bauwerk
An beiden Längsseiten besitzt die dreischiffige Emporenbasilika Umgänge mit Fresken zur Geschichte der Weihenlindener Wallfahrt und eine Schlupfwallfahrt. Im östlichen Mittelschiffjoch, hinter dem Hochaltar, befindet sich die alte Gnadenkapelle von 1644/45; sie ist ein Raum innerhalb der Kirche. Ihre Rokokostukkatur aus dem Jahr 1761 stammt von Johann Martin Pichler aus Erding.

### Einrichtung
Innen befinden sich barocke Altäre, eine frühbarocke Kanzel (um 1660), zahlreiche Stuckaturen und volkstümliche Fresken aus der Mitte des 17. Jahrhunderts. Der zweigeschossige Hochaltar (um 1660) ist im unteren Teil dem Heiligen Joseph, im oberen der Heiligen Dreifaltigkeit gewidmet.

### Orgel
Die Orgel wurde 1974 von Anton Staller unter Verwendung von Barockbestand von um 1685 gebaut. Sie hat 17 Register auf zwei Manualen und Pedal. Die Disposition lautet:
| I Hauptwerk |       |
| Principal   | 8′    |
| Copl        | 8′    |
| Octav       | 4′    |
| Fletten     | 4′    |
| Quinte      | 2 ⁄3′ |
| Superoctav  | 2′    |
| Mixtur      | 1 ⁄3′ |

| II Oberwerk |    |
| Bleigedackt | 8′ |
| Principal   | 4′ |
| Flöte       | 4′ |
| Spitzflöte  | 2′ |
| Hörndl II   |    |
| Cimbel II   |    |

| Pedal      |        |
| Subbaß     | 16′    |
| Octavbaß   | 8′     |
| Quintbaß   | 5 1⁄3′ |
| Pedaloctav | 4′     |

- Koppeln: II/I, I/P
- Bemerkungen: Schleiflade, mechanische Spiel- und Registertraktur

### Galerie, Kirche zur Heiligen Dreifaltigkeit

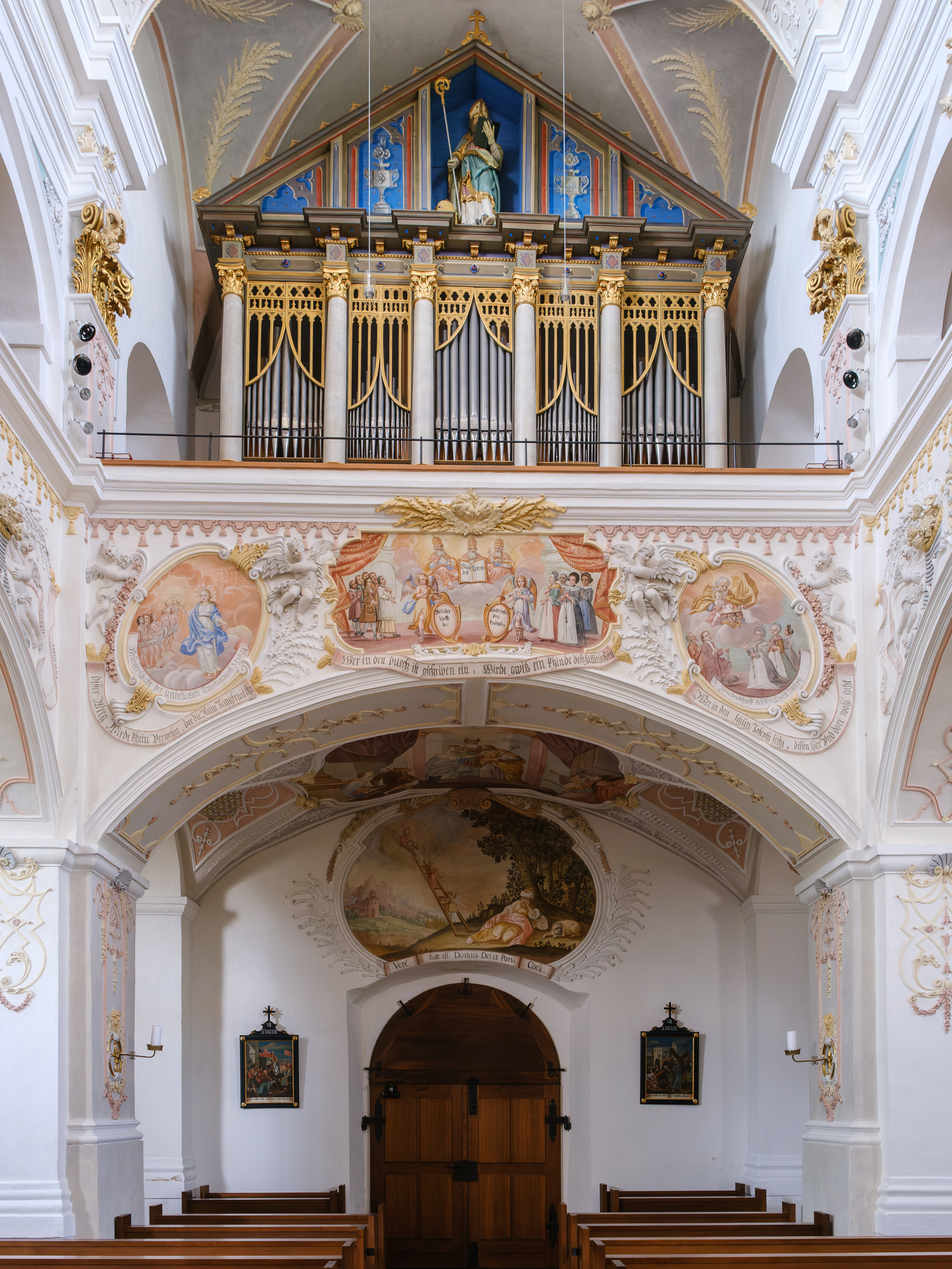
Orgel und Eingang
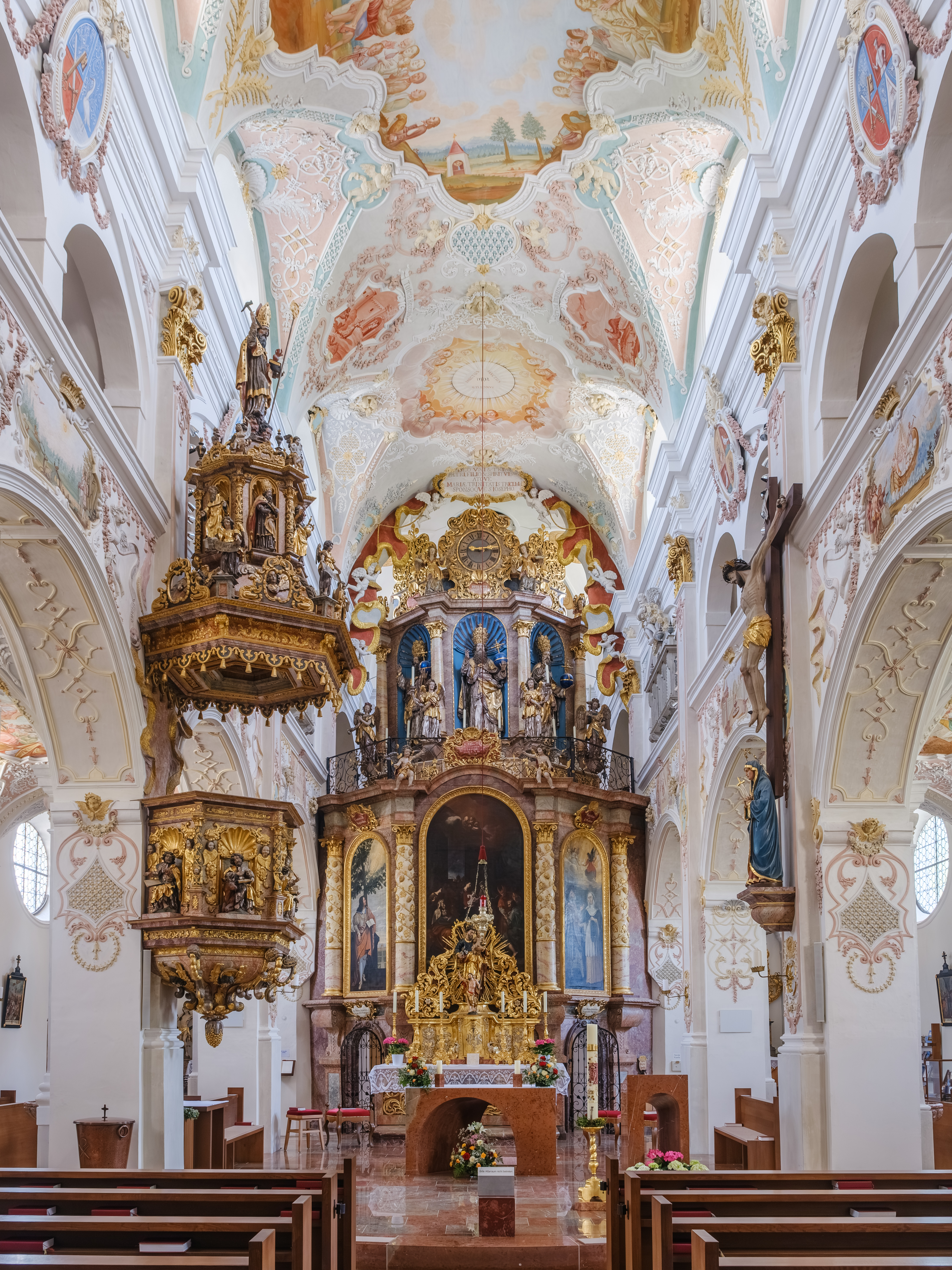
Kanzel und Hauptaltar
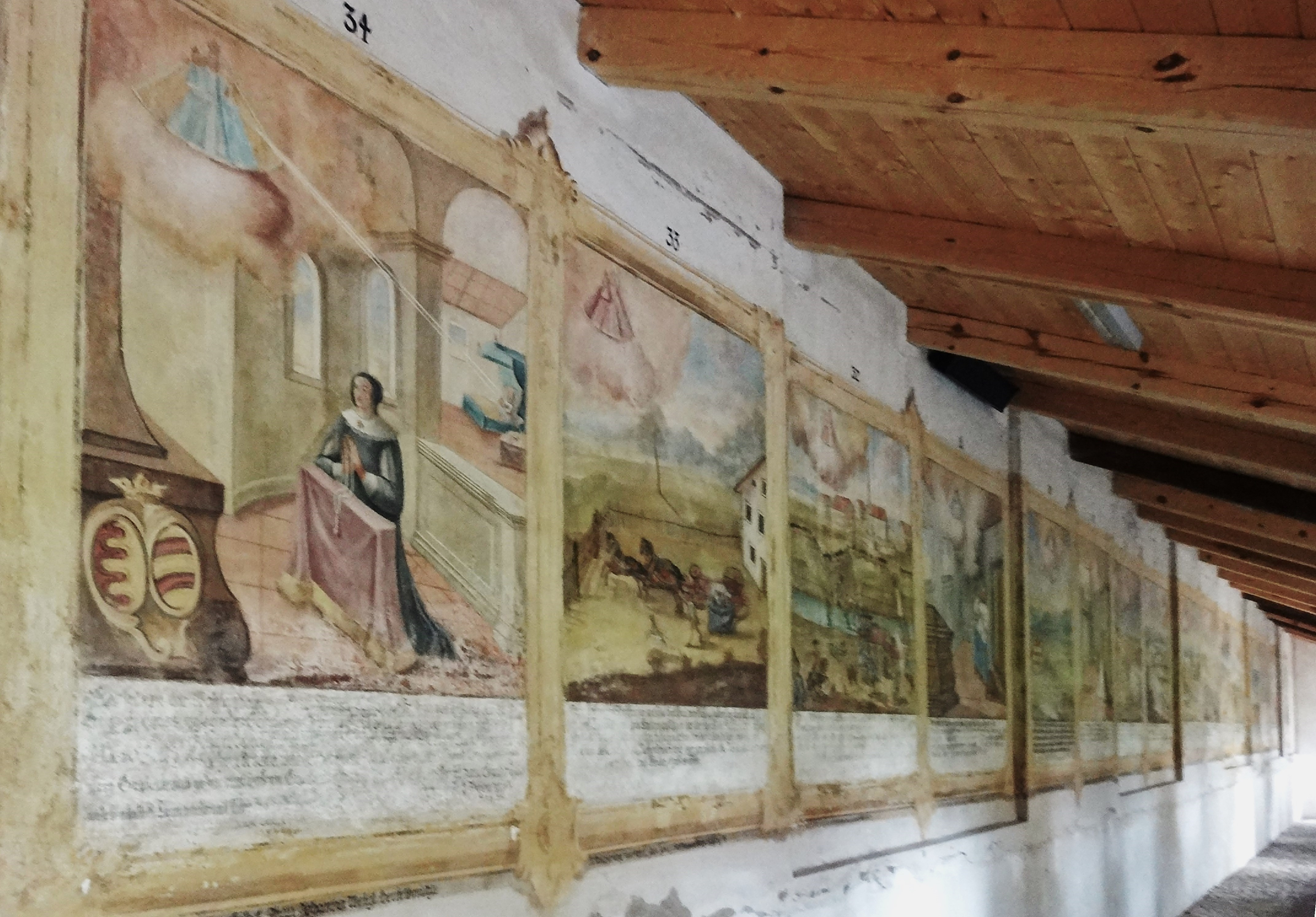
Blick in den südlichen Umgang
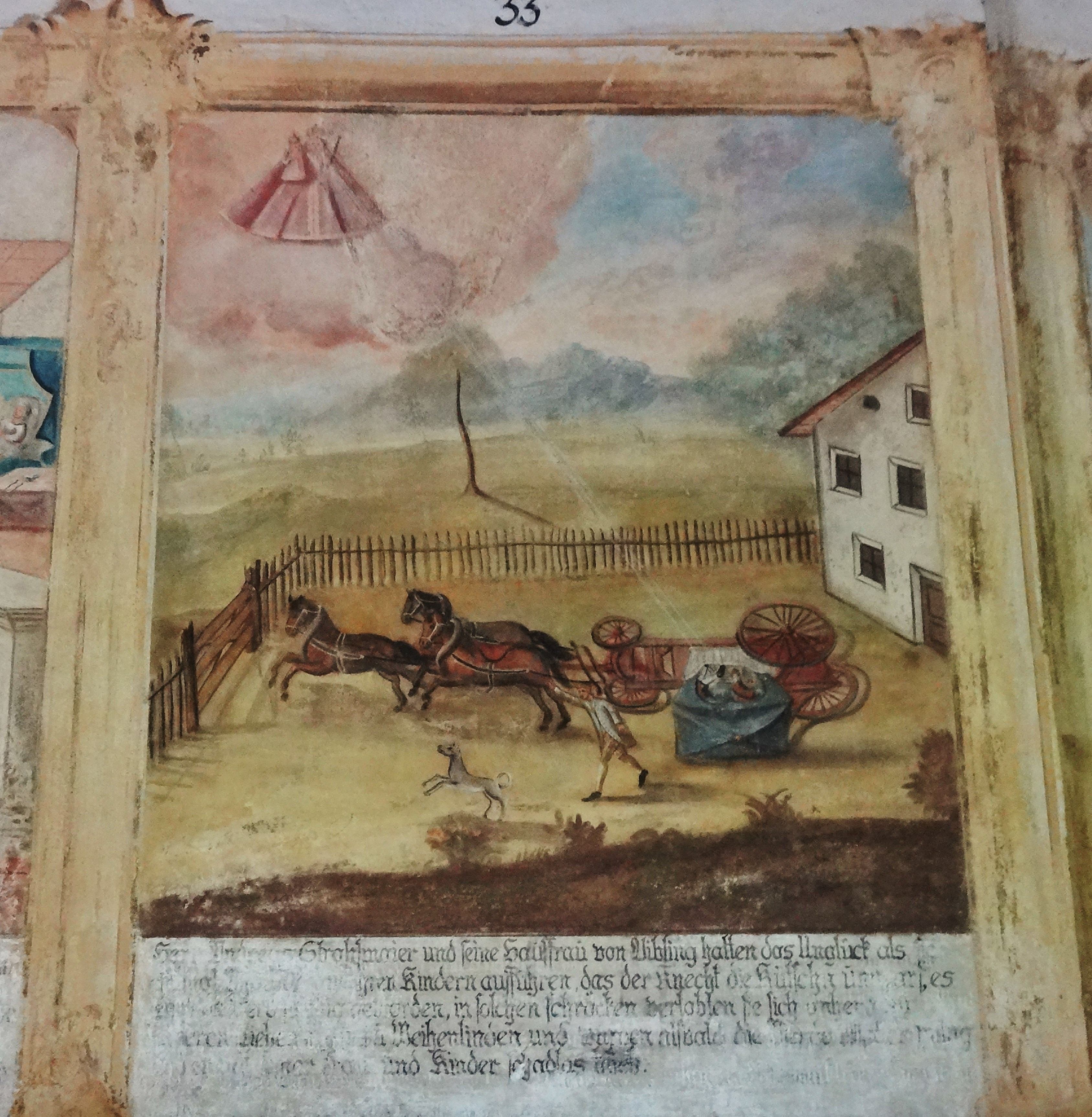
Votivbild im südlichen Umgang
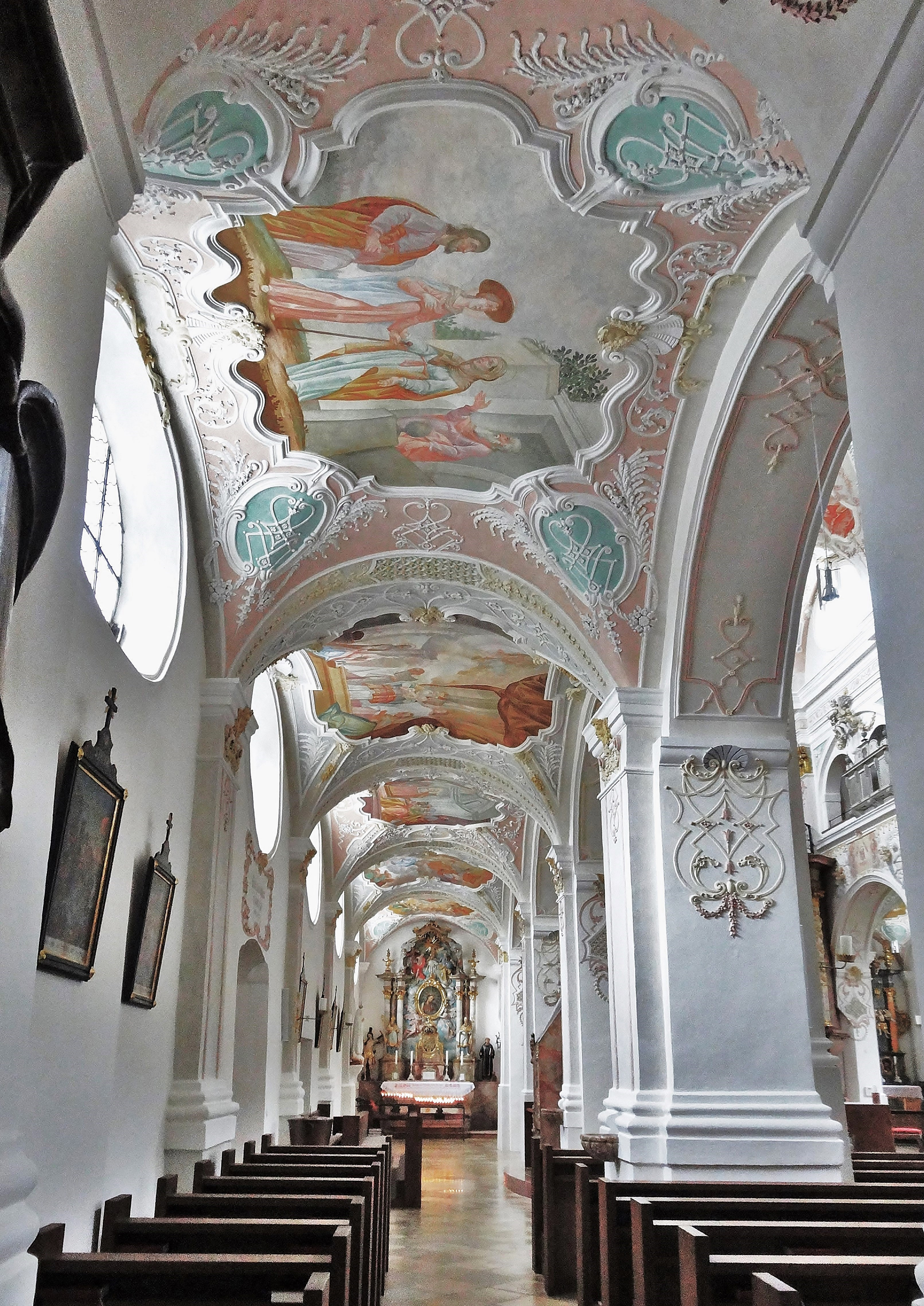
Blick in das linke Seitenschiff
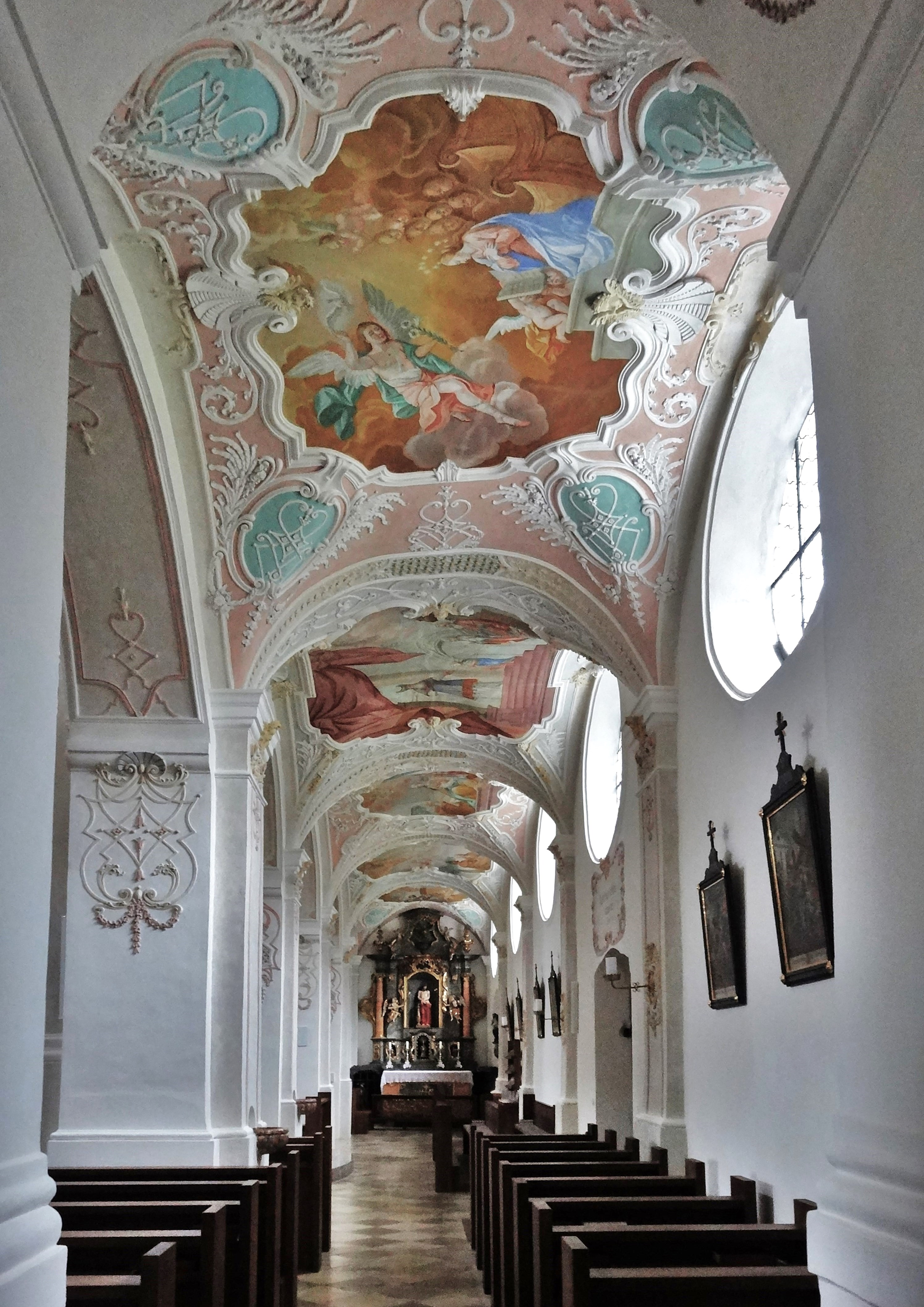
Blick in das rechte Seitenschiff
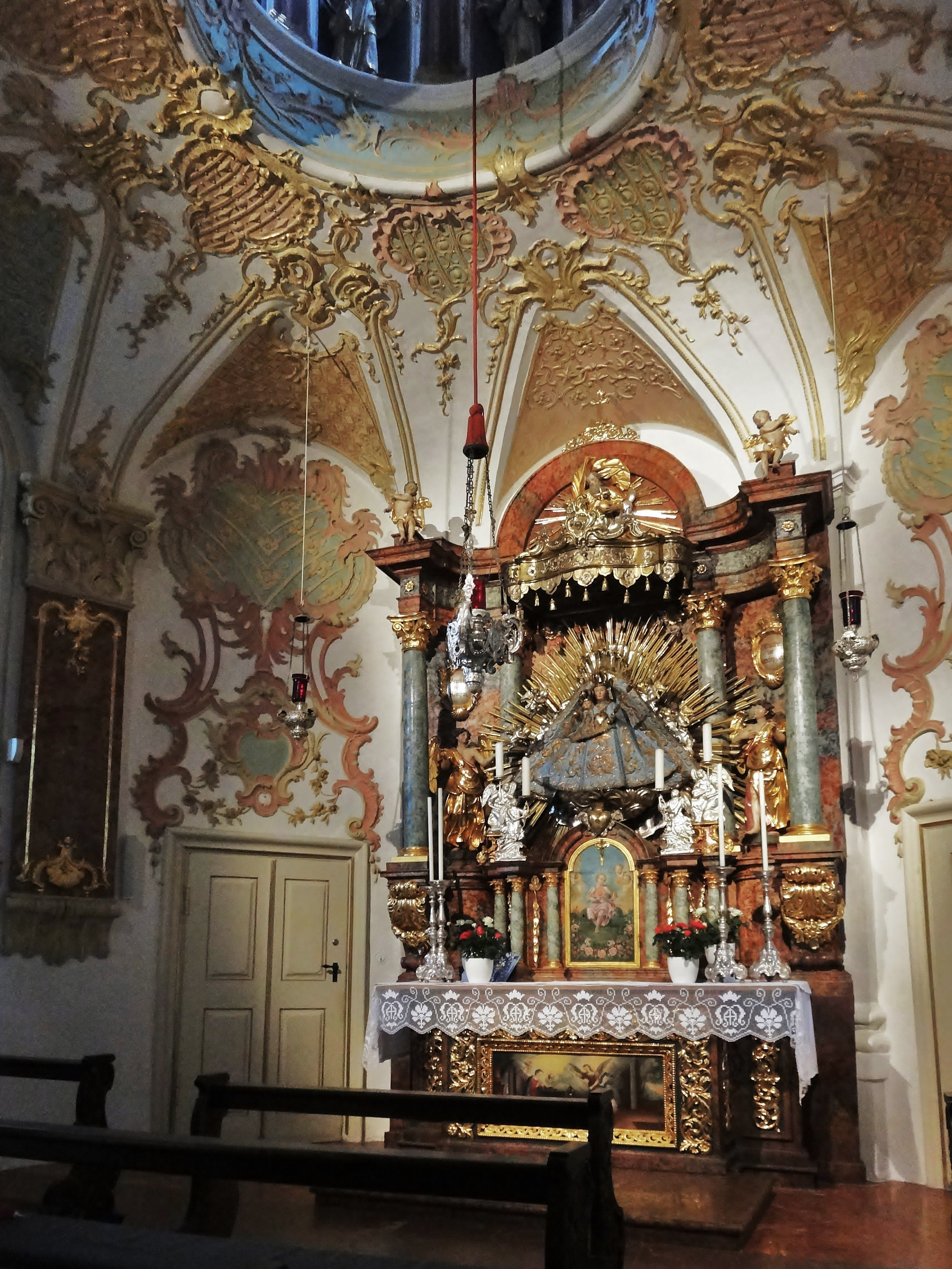
Blick in die Gnadenkapelle